# استر فاربستاین
استر فاربستاین (عبری: אסתר פרבשטיין‎؛ ۱۹۴۶ (۷۸–۷۹ سال) – ) مورخ، محقق، نویسنده و مدرس اسرائیلی است. او از محققان برجسته هاردی هولوکاست در نظر گرفته می‌شود.

## تحصیلات
وی دانش‌آموختگان دانشگاه عبری اورشلیم و دانشگاه برایلان است.

## فعالیت
فاربستاین منابع جدیدی را برای تحقیقات آکادمیک در مورد هولوکاست معرفی کرده‌است و همچنین از ادغام آموزش هولوکاست در مدارس دخترانه هاردی حمایت کرده‌است.